# Lunga Marcia 3A
Il Lunga Marcia 3A (in cinese: 长征三号甲S, Chángzhēng sānhào jiǎP) è un lanciatore spaziale cinese a 3 stadi. È tuttora attivo e viene usato per inserire satelliti per telecomunicazioni e navigazione (in particolare i satelliti BeiDou) in orbita di trasferimento geostazionaria.
Costituisce la base del più potente lanciatore Lunga Marcia 3B, che dispone di quattro razzi ausiliari aggiuntivi a propellente liquido.

## Cronologia dei lanci
A luglio 2018 il Lunga Marcia 3A ha effettuato in totale 27 lanci, tutti completati con successo.
L'unica base di lancio utilizzata è il centro spaziale di Xichang.
| №  | Data              | Carico           | Orbita | Esito    |
| -- | ----------------- | ---------------- | ------ | -------- |
| 1  | 8 febbraio 1994   | Shijian 4        | HEO    | Successo |
| 2  | 29 novembre 1994  | Dong Fang Hong 3 | GTO    | Successo |
| 3  | 11 maggio 1997    | ChinaSat 6       | GTO    | Successo |
| 4  | 25 gennaio 2000   | ChinaSat 22      | GTO    | Successo |
| 5  | 30 ottobre 2000   | Beidou-1A        | GTO    | Successo |
| 6  | 20 dicembre 2000  | Beidou-1B        | GTO    | Successo |
| 7  | 24 maggio 2003    | Beidou-1C        | GTO    | Successo |
| 8  | 14 novembre 2003  | ChinaSat 20      | GTO    | Successo |
| 9  | 19 ottobre 2004   | Fengyun 2C       | GTO    | Successo |
| 10 | 12 settembre 2006 | ChinaSat 22A     | GTO    | Successo |
| 11 | 8 dicembre 2006   | Fengyun 2D       | GTO    | Successo |
| 12 | 2 febbraio 2007   | Beidou-1D        | GTO    | Successo |
| 13 | 13 aprile 2007    | Compass-M1       | MEO    | Successo |
| 14 | 31 maggio 2007    | SinoSat 3        | GTO    | Successo |
| 15 | 24 ottobre 2007   | Chang'e 1        | TLI    | Successo |
| 16 | 23 dicembre 2008  | Fengyun 2E       | GTO    | Successo |
| 17 | 31 luglio 2010    | Compass-IGSO1    | GTO    | Successo |
| 18 | 24 novembre 2010  | ChinaSat 20A     | GTO    | Successo |
| 19 | 17 dicembre 2010  | Compass-IGSO2    | GTO    | Successo |
| 20 | 9 aprile 2011     | Compass-IGSO3    | GTO    | Successo |
| 21 | 26 luglio 2011    | Compass-IGSO4    | GTO    | Successo |
| 22 | 1º dicembre 2011  | Compass-IGSO5    | GTO    | Successo |
| 23 | 13 gennaio 2012   | Fengyun 2F       | GTO    | Successo |
| 24 | 31 dicembre 2014  | Fengyun 2G       | GTO    | Successo |
| 25 | 29 marzo 2016     | Compass-IGSO6    | GTO    | Successo |
| 26 | 5 giugno 2018     | Fengyun 2H       | GTO    | Successo |
| 27 | 9 luglio 2018     | Compass-IGSO7    | GTO    | Successo |